# Blanca Canales
Blanca Canales (17 de febrero de 1906 – 25 de julio de 1996) fue una educadora y destacadísima líder boricua, del Partido Nacionalista de Puerto Rico que pudo haber sido la primera mujer en dirigir una revuelta contra los Estados Unidos. Canales se unió al Partido en 1931, y ayudó a organizar a "Las Hijas de la Libertad", la rama femenina del Partido Nacionalista de Puerto Rico.
Como una líder del Partido Nacionalista en Jayuya, almacenaba armas en su casa, que se utilizarían en revueltas en los años 1950, contra el gobierno colonial de Estados Unidos en la isla. Durante las revueltas del Partido Nacionalista de Puerto Rico en los 1950s, dirigió a los miembros que participaron del Grito de Jayuya, en donde los nacionalistas tomaron el control de la ciudad, durante tres días.

## Biografía
Canales (nombre de soltera: Blanca Canales Torresola) era originaria de Jayuya (Puerto Rico). Era la hermana menor del escritor y político Nemesio Canales. Su familia era políticamente activa, y su padre era parte del "Partido Unión de Puerto Rico Archivado el 2 de octubre de 2016 en Wayback Machine., que abogaba activamente, por la independencia de la isla. Su madre era una mujer de carácter fuerte, que animó a sus hijos a pensar por sí mismos.
Cuando niña, Blanca leía muchos libros e historias sobre otras naciones y sus héroes. A menudo acompañaba a su padre a las reuniones políticas, en las que disfrutaba de los discursos, con banderas, y el fervor patriótico. Terminó su educación primaria y media en Jayuya.
En 1924, su padre murió, y con su madre se mudaron a Ponce. Blanca se graduó por la Ponce High School y, en mayo de 1930, obtuvo su licenciatura de la Universidad de Puerto Rico. Antes de graduarse, asistió a una conferencia dada por el presidente del Partido Nacionalista de Puerto Rico, Pedro Albizu Campos, quedando impresionada por los ideales de independencia que él predicaba. Blanca siguió en la universidad ese mismo año, tomando cursos de estudio en trabajo social.

## Partido Nacionalista
Blanca regresó a Jayuya y trabajó en una escuela rural local. En 1931, se unió al Partido Nacionalista y participó activamente en la organización de las Hijas de la Libertad, la rama femenina del Partido Nacionalista de Puerto Rico. Durante la década de 1940, su participación política activa se vio limitada a hacer colectas monetarias, debido a que su trabajo la mantenía constantemente viajando de San Juan a Ponce.

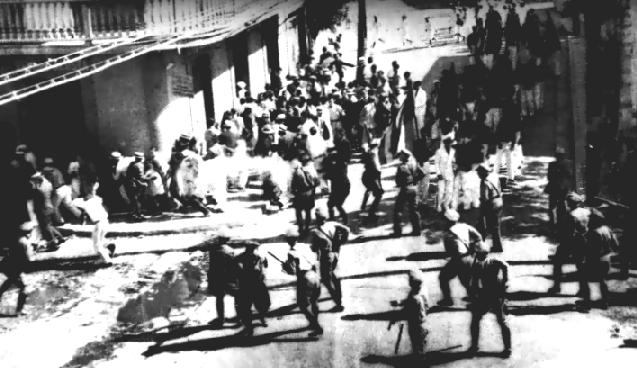
Histórica imagen de los entretelones de la Masacre de Ponce

Antes de incorporarse al Partido, una serie de acontecimientos, cada vez más hostiles, entre el gobierno designado por EE. UU. y los nacionalistas tuvieron lugar en la década de 1930. En 1936, Albizu Campos fue detenido, y el 21 de marzo de 1937 (87 años), tuvo lugar la infame Masacre de Ponce. En 1947, Albizu Campos fue liberado de la cárcel.

## Ley Mordaza de Puerto Rico
El 21 de mayo de 1948, un proyecto de ley fue presentado ante el Senado de Puerto Rico con el objeto explícito de frenar los derechos independentistas de los movimientos nacionalistas en la isla. El Senado, que en ese momento estaba controlada por el PPD y presidido por Luis Muñoz Marín, aprobó la ley. Esta ley, también fue conocida como la Ley Mordaza, y Ley 53, recibiendo la aprobación de la legislatura, el 21 de mayo de 1948. Esa ley, se parecía a la anticomunista Ley de Registro de Extranjeros de 1940 aprobada en los Estados Unidos, se convirtió en ley el 10 de junio de 1948, por la promulgación hecha por el gobernador designado por EE. UU. en Puerto Rico, Jesús T. Piñero convirtiéndose en la Ley 53.
Bajo esta nueva ley, sería un crimen imprimir, publicar, vender o exhibir cualquier material que pretendiese paralizar o destruir el gobierno insular, o para organizar cualquier sociedad, grupo o conjunto de personas con una intención destructiva similar. Cualquier acusado encontrado culpable de desobedecer la ley podría ser condenado a diez años de prisión, una multa de US$ 10.000 dólares, o ambos.
De acuerdo al Dr. Leopoldo Figueroa, miembro del Partido Estadista Puertorriqueño, y el único miembro de la Cámara de Representantes de Puerto Rico, que no pertenecía al PPD, la ley era represivo y en flagrante violación de la Primera Enmienda de la Constitución de los Estados Unidos que garantiza la Libertad de expresión. Por lo tanto, se trataba de un asalto a los derechos civiles de todos los puertorriqueños.
El 21 de junio de 1948, Albizu Campos pronunció un discurso en la ciudad de Manatí, donde explicó cómo esa Ley Mordaza violaba la Primera Enmienda de la Constitución de EE. UU. Los nacionalistas, de toda la isla, asistieron - para escuchar el discurso de Campos, y para evitar que la policía los arrestase.

## Represión policial
El 26 de octubre de 1950, Albizu Campos celebró una reunión política en Fajardo. Después de la reunión, Albizu Campos recibió la noticia de que iba a ser detenido y que su casa en San Juan ya estaba rodeado por la policía. Escapó de Fajardo, e inmediatamente ordenó a la revolución dar comienzo. El 27 de octubre, la policía en el pueblo de Peñuelas, interceptó y atacó a balazos una caravana de nacionalistas, asesinando a cuatro. El 30 de octubre, los nacionalistas recibieron la orden de producir levantamientos en las ciudades de Ponce, Mayagüez, Naranjito, Arecibo, Utuado (levantamiento de Utuado), ataque nacionalista de San Juan, y Jayuya.
La primera escaramuza, de los levantamientos nacionalistas, ocurrió en horas previas al amanecer del 29 de octubre en el "Barrio Macaná" en la ciudad de Peñuelas. La policía rodeó la casa de la madre de Melitón Muñiz (Pte. del Partido Nacionalista de Peñuelas) bajo el pretexto de que estaban almacenando armas para la rebelión nacionalista. Sin previo aviso, la policía disparó contra los nacionalistas, produciéndose un enfrentamiento armado entre ambas facciones, los nacionalistas con armas de calibre .22 mientras la policía usaba armas de puño calibre .45 y largas Springfield M1903 lo que resultó en la muerte de dos nacionalistas, y seis policías heridos.

## Grito de Jayuya

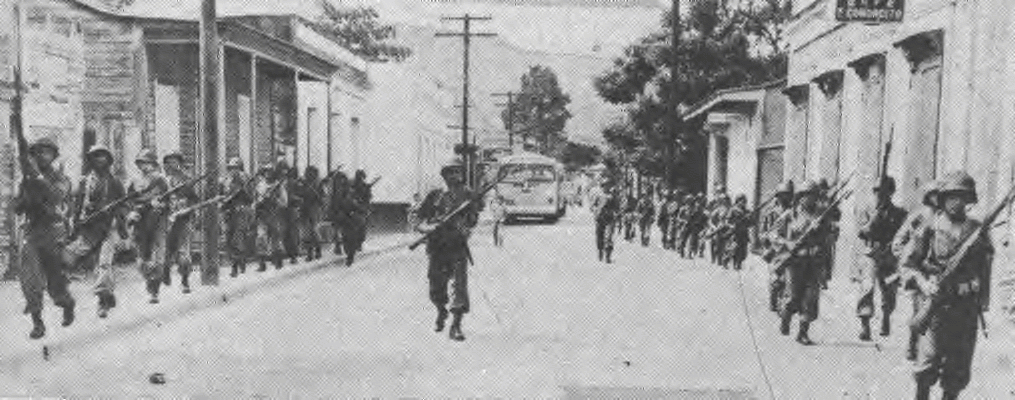
Tropas de la guardia Nacional comandado por el Adjunto Gral. Mayor General Luis R. Esteves y bajo las órdenes del Gob. Luis Muñoz Marín, ocupan Jayuya

El 30 de octubre de 1950, los líderes nacionalistas en Jayuya – incluyendo a Blanca, su primo Elio Torresola (hermano de Griselio Torresola) y Carlos Irizarry – entraron en el pueblo de Jayuya en un autobús y en un coche. Blanca llevó al grupo a su casa en "Barrio Coabey", un barrio de Jayuya, donde había estado almacenando armas y municiones.
Armas que había almacenadas en mano, Blanca y los hombres atacaron y ocuparon la estación de policía. Los nacionalistas entonces ocuparon la Oficina de correos, y se acercaron a la Estación telefónica, cortando las líneas telefónicas. Blanca llevó al grupo a la plaza del pueblo, y plantaron la bandera de Puerto Rico (que estaba declarada ilegal en ese momento), y declararon a Puerto Rico una República Libre.

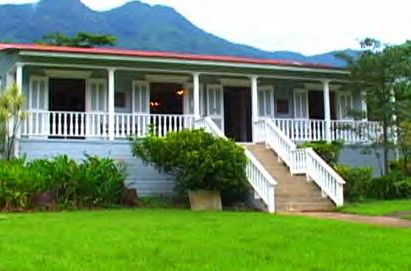
Casa Museo Blanca Canales

Después de haber sido notificada de que Carlos Irizarry estaba herido de bala, Blanca, presurosa fue al hospital de la ciudad. Sin embargo, la policía había cerrado el hospital, y encontró a Irizarry apoyado contra un poste de luz. Había sido herido en un tiroteo en la estación de policía. Blanca lo llevó a un Hospital de la ciudad vecina de Utuado.
Jayuya estuvo heroicamente bajo el control nacionalista durante tres días, hasta que fue atacada por aviones militares estadounidenses, artillería, morteros, granadas, tropas de elíte de infantería de EE. UU. y de la Guardia Nacional de Puerto Rico bajo el comando del general adjunto de Puerto Rico, mayor general Luis R. Esteves, que ocuparon la ciudad. Los nacionalistas, en un número enormemente inferior a las tropas colonialistas, se rindieron el 1 de noviembre de 1950.
Blanca fue arrestada y acusada de matar a un policía, y de herir a otras tres personas, incendiando la Oficina de correos. Después de un breve juicio federal, fue condenada a cadena perpetua más un agregado de sesenta años. En junio de 1951 fue enviada al Campo de Prisión Federal Alderson en Alderson, Virginia Occidental.
Lolita Lebrón, también fue encarcelada, después de ser declarada culpable de agredir a congresales, en el ataque nacionalista de 1954 en la Cámara de Representantes de EE. UU., disparándole e hiriendo a cinco representantes.

## Últimos años
En 1956, Canales fue trasladada a la Cárcel de Mujeres de Vega Baja, Puerto Rico. En 1967, después de diecisiete años de prisión, se le dio un indulto completo por el gobernador de Puerto Rico Roberto Sánchez Vilella. Y siguió siendo una defensora activa independentista hasta el día que murió.
Blanca falleció en 1996, en su ciudad natal de Jayuya. La casa en la que nacieron y se criaron Blanca y Nemesio Canales, fue convertida en Museo.

## Algunas publicaciones
- La constitución es la revolución. Editor Comité de Estudios, Congreso Nacional Hostosiano, 67 pp. 1997

### Citas
"Yo me sentía feliz al oír hablar de independencia. Esto era lo más que entusiasmaba al público que agitaban las banderas de Puerto Rico que casi todos cargaban y que entonces estaba prohibida oficialmente."

"(Albizu) señaló cómo México había sido la barrera que había detenido el avance del imperislismo yanqui hacia América del Sur. Por primera vez, oía a un orador denunciar valientemente al imperialismo yanqui y me convencí que ese era el líder a seguir."

"El indulto decía que se me ponía en libertad porque estaba enferma, era ya anciana y no habían podido rehabilitarme. Esto ultimo significaba que no habían podido cambiar mis convicciones en cuanto a la práctica nacionalista y la lucha libertaria."

"Tenemos que continuar aunque nos tome cien años."

"En este momento, tengo 84 años de edad y me siento tan comprometida y firme como el mismo 30 de octubre de 1950."

## Legado
- Una placa fue colocada en el monumento a los participantes del Grito de Jayuya en Mayagüez, Puerto Rico, en honor a las mujeres del Partido Nacionalista de Puerto Rico. El nombre de Canales está en la segunda línea de la tercera placa.

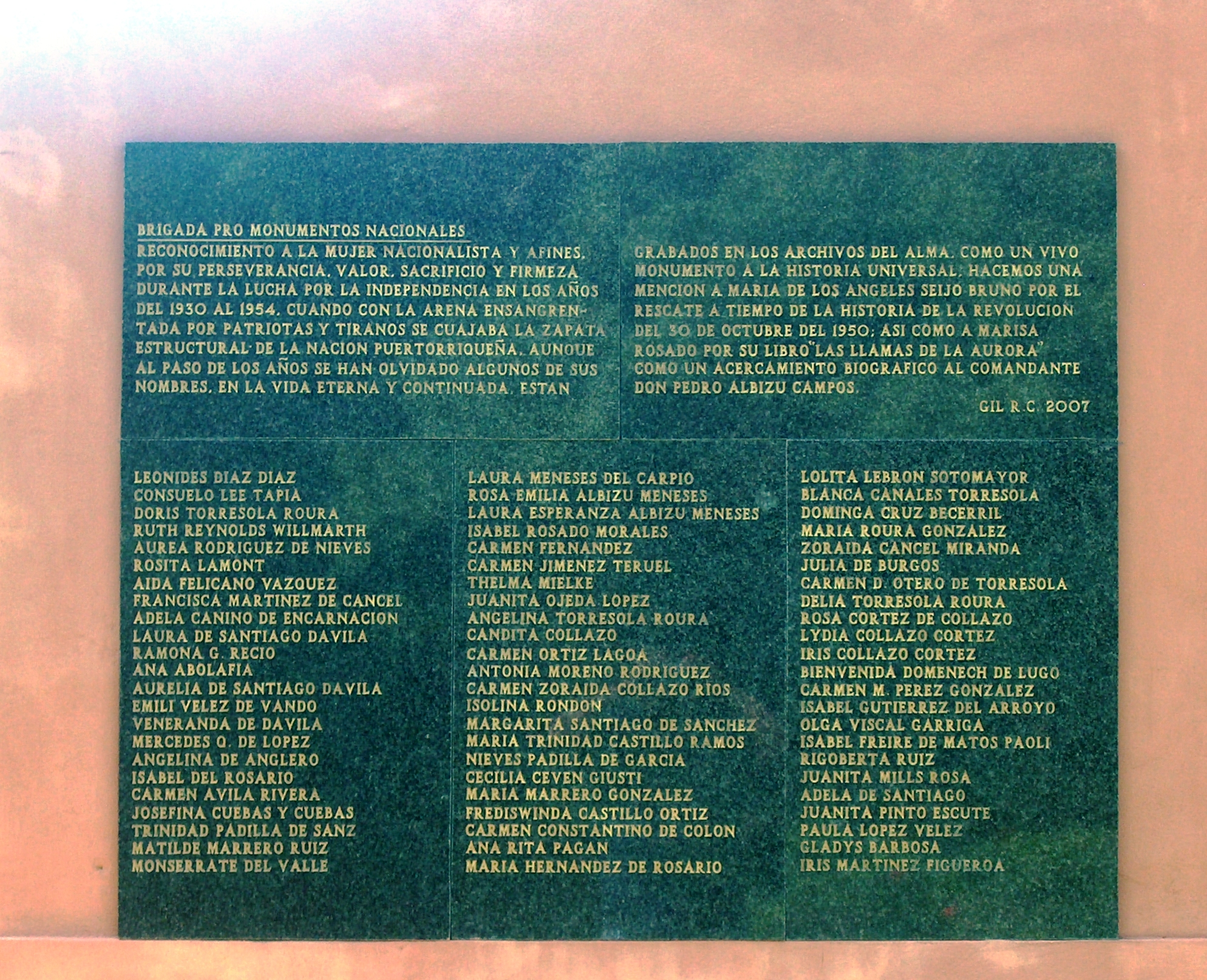
Placa honrando a las mujeres del Partido Nacionalistas de Puerto Rico